# Ромао, Алексис
Жак-Алекси́с Ромао́ (фр. Jacques-Alaixys Romao; 18 января 1984, Л’Э-ле-Роз, Франция) — франко-тоголезский футболист, полузащитник клуба «Калитея» и сборной Того.

## Биография

### Клубная карьера
С 2001 года по 2004 год выступал за французскую «Тулузу В». В 2004 году перешёл в «Луанс Сисо» где стал капитаном команды. В команде сыграл 82 матча и забил 5 голов. В июле 2007 года перешёл в «Гренобль», подписав контракт до 2011 года. В сезоне 2007/08 «Гренобль» занял 3 место в Лиге 2 уступив «Гавру» и «Нанту» и вышел в Лигу 1. В своём втором матче в Лиге 1 был назначен капитаном тренером Мехмедом Баждаревичем. В сезоне 2008/09 вместе с командой дошёл до полуфинала Кубка Франции, где «Гренобль» проиграл «Ренну» (0:1).
В 2010 году заключил контракт с клубом «Лорьян», в составе которого провел следующие три года своей карьеры. Играя в составе «Лорьяна» регулярно выходил на поле в стартовом составе.
С 2013 года по 2016 год Ромао три сезона защищал цвета клуба «Марсель». Тренерским штабом нового клуба также рассматривался как игрок «основы» команды.
В 2016 году Ромао пополнил состав клуба «Олимпиакос». С клубом он стал чемпионом Греции 2016/17.
23 июля 2018 года Ромао на правах свободного агента перешёл во французский клуб «Реймс».

### Карьера в сборной
Выступал за юношескую сборную Франции до 18 лет. В национальной сборной Того дебютировал 17 августа 2005 года в товарищеском матче против Марокко. В январе 2006 года принял участие в Кубке африканских наций 2006 в Египете. Тогда Того заняло последние место в группе уступив Анголе, ДР Конго и Камеруну. Также Алексис Ромао был вызван Отто Пфистером на чемпионате мира 2006 года в Германии. Того заняло последние место в группе, уступив Южной Корее, Швейцарии и Франции.